# Sister Outsider
Sister Outsider: Essays and Speeches é uma coleção de ensaios e discursos essenciais escritos por Audre Lorde, uma escritora que se concentra nas particularidades de sua identidade: mulher negra, lésbica, poetisa, ativista, sobrevivente de câncer, mãe e feminista. Esta coleção, agora considerada um volume clássico das obras de prosa não-ficção mais influentes de Lorde, teve um impacto inovador no desenvolvimento das teorias feministas contemporâneas. Em quinze ensaios e discursos datados de 1976 a 1984, Lorde explora as complexidades da identidade interseccional, enquanto extrai explicitamente de suas experiências pessoais de opressão para incluir sexismo, heterossexismo, racismo, homofobia, classismo e preconceito de idade. O livro examina uma ampla gama de temáticas, incluindo o amor, amor próprio, guerra, imperialismo, brutalidade policial, construção de coalizões, violência contra as mulheres, feminismo negro e movimentos em direção à igualdade que reconhecem e abraçam as diferenças como um veículo de mudança. Com raciocínio consciente meditativo, Lorde explora suas dúvidas sobre a marginalização generalizada profundamente enraizada no sistema patriarcal branco dos Estados Unidos, enquanto oferece mensagens de esperança. Os ensaios nesta coleção histórica são extensivamente ensinados e se tornaram uma ampla área de análise acadêmica. O raciocínio filosófico de Lorde que reconhece as opressões como complexas e interligadas designa seu trabalho como uma contribuição significativa para a teoria social crítica.

## Temáticas abordadas
O título paradoxal de Sister Outsider expressa o compromisso de Lorde com sua identidade e as multiplicidades reunidas para construir sua identidade única – multiplicidades que muitas vezes a colocavam “em jogo”, em um espaço que recusava a segurança de um parâmetro interno, demonstrando a capacidade de Lorde de abraçar dificuldade no caminho para criar a mudança. Lorde informa aos leitores por meio desses ensaios que as histórias da cultura ocidentalizada condicionaram os habitantes a ver "diferenças humanas em oposição simplista umas às outras" – bom/mau, superior/inferior – e sempre suspeitar do último. Em vez disso, sugere Lorde, use as diferenças como um catalisador para a mudança. Ao longo da coleção, Lorde também enfatiza o uso da poesia como uma forma profunda de conhecimento, uma ferramenta poderosa para diagnosticar e desafiar as relações de poder dentro de uma sociedade patriarcal e racista.
Em meio a essas coleções temáticas, Lorde desafia sexismo, racismo, etarismo, homofobia e discriminação de classes. Ela propõe o reconhecimento da diferença como um veículo capacitador para ação e mudança criativa e enfatiza a necessidade de aplicar esses conceitos à próxima geração de feminismo – uma resposta à atual falta deles entre as mulheres na principal movimento feminista. Lorde também explora o medo e a suspeita que surgem entre homens e mulheres afro-americanos, lésbicas, feministas e mulheres brancas que acabam criando uma experiência de isolamento para mulheres afro-americanas – construindo uma instituição social que desumaniza vidas. Ao longo desses ensaios, Lorde confronta esse problema de desumanização institucional que assola a cultura americana durante o final dos anos 1970 e início dos anos 1980 e fornece, com raciocínio filosófico, mensagens de esperança.

### Erótico vs. Pornográfico
Em Sister Outsider, Lorde se encarrega de discernir a diferença e o significado do erótico e do pornográfico. Isso tudo dentro do contexto da sexualidade, dinâmica de poder e estranheza. Como diz Lorde em seu texto, "o erótico oferece um poço de força renovadora e provocativa à mulher que não teme sua revelação, nem sucumbe à crença de que a sensação basta". Vemos aqui que Lorde chama nossa atenção para a experiência emocional da sexualidade e define o erótico de uma forma que desconecta a típica interpretação dominada pelo homem. Ela continua a separar o erótico do pornográfico ao transmitir o efeito de poder entre os dois, pois ao focar na sensação em detrimento do sentimento, a pornografia anula o poder do erótico. Depois de definir esses dois termos, ela os relaciona com sua própria identidade como feminista lésbica negra. O erótico em seus olhos não é simplesmente uma experiência ou impulso físico, é uma demonstração de resiliência diante de uma sociedade racista, patriarcal e homofóbico.

## Lançamento
Lorde assinou um contrato com a editora The Crossing Press em 19 de novembro de 1982, com data de lançamento prevista para 31 de maio de 1984. Ela foi a primeira grande autora lésbica que a imprensa assinou, apesar da política da empresa de não aceitar livros representados por agentes literários. Lorde expressou a seu agente que se sentiu apressada em assinar o contrato que fornecia um adiantamento de royalties de meros 100 dólares. O livro acabou sendo um grande sucesso comercial para a empresa. Foi relançado em 2007 pela The Crossing Press com um novo encaminhamento fornecido pela acadêmica e ensaísta Cheryl Clarke.

## Conteúdo geral
O livro é composto de ensaios e palestras de Lorde, incluindo o seguinte:
- "A poesia não é um luxo;" publicado pela primeira vez em Chrysalis: A Magazine of Female Culture, no. 3 em 1977. A revista afirma que a poesia é uma ferramenta valiosa para a interrogação e transformação social e pessoal, e atua como uma ponte de sentimentos sem nome para palavras e ação.[11]
- "Transformação" avalia os fatores que contribuem para o silêncio de alguns e as ações de outros, comentando sobre voz, poder, violência, sexismo, abuso verbal, vergonha e ambientes sociais hostis.[12] A palestra baseia-se nas posições marginalizadas de Lorde e nas experiências com o câncer de mama.[12]
- "Arranhar a superfície: algumas notas sobre barreiras para as mulheres e o amor;" publicado pela primeira vez em The Black Scholar, em 1978. Discute a desconfiança e a hostilidade nas relações entre mulheres negras e homens e mulheres negros.[13]
- "Usos do Erótico: O Erótico como Poder;" proferida na Quarta Conferência Berkshire sobre a História das Mulheres no Mount Holyoke College em 25 de agosto de 1978. Foi publicado pela primeira vez como um panfleto pela Out & Out Books e, posteriormente, pela Kore Press. Lorde usa este ensaio para postular o erótico como um modo de percepção emocionalmente carregado para informar novas formas de entender a experiência.[14]
- "Sexismo: uma doença americana em Blackface;" publicado pela primeira vez como "A Grande Doença Americana" na edição de maio-junho do The Black Scholar em 1979. "Sexismo" foi escrito em resposta a "The Myth of Black Macho: A Response to Angry Black Feminists" de Robert Staples em uma edição anterior do The Black Scholar. Ele articula a ameaça que a masculinidade hegemônica patriarcal representa para homens e mulheres negros e respeito e solidariedade dentro da comunidade negra.[15]
- "Uma carta aberta para Mary Daly;" uma carta em resposta a Gyn/Ecology de Daly, desafiando sua exclusão de mulheres de cor e feminismo branco em geral.[16]
- "Criança masculina: a resposta de uma feminista lésbica negra;" publicado pela primeira vez em Conditions: Four em 1979. Discute os desafios de criar um filho como mãe lésbica em um relacionamento interracial nos Estados Unidos.[17]
- "As ferramentas do mestre nunca desmantelarão a casa do mestre;" desenvolvido a partir de comentários em "The Personal and the Political Panel" na Segunda Conferência sobre Sexo em 29 de setembro de 1979, em Nova Iorque. Inclui comentários sobre como as práticas de exclusão, ausência, invisibilidade, silêncio e tokenismo dentro da teoria feminista desacreditam o feminismo e pedem uma transformação do uso do poder e da diferença entre as mulheres.[18]
- "Idade, raça, classe e sexo: mulheres redefinindo a diferença;" um artigo apresentado no Copeland Colloquium no Amherst College em abril de 1980. O artigo rejeita a diferença como fonte de dominação e reivindica as diferenças entre indivíduos e comunidades como recursos para uma mudança social criativa.[19]
- "Os usos da raiva: mulheres respondendo ao racismo;" foi uma apresentação importante na Conferência da National Women's Studies Association em Storrs, Connecticut, em junho de 1981. Ele aborda as experiências de mulheres negras em sociedades sexistas e homofóbicas em relação aos sistemas que tentam negar e culpar as comunidades oprimidas por sua raiva.[20]
- "Aprender com os anos 60;" de uma palestra proferida na Universidade de Harvard em fevereiro de 1982 para Malcolm X Weekend. Ele desafia os leitores a analisar como suas práticas refletem suas ideologias e enfatiza a importância de trabalhar para a libertação mútua de múltiplos sistemas de opressão.[21]
- "Olho no Olho: Mulheres Negras, Ódio e Raiva;" uma versão abreviada foi publicada pela primeira vez em essência, vol. 14, nº 6 em outubro de 1983. Ele descreve as primeiras experiências de Lorde com reações brancas negativas à sua negritude e transmite os impactos nocivos do racismo internalizado e do sexismo na autoestima e nos relacionamentos entre mulheres negras.[22]
- "Granada revisitada: um relatório provisório;" escrito enquanto o livro era composto, como uma inclusão de última hora.[10][5] O ensaio relata a condição de Granada de sua visita lá após sua invasão pelos Estados Unidos. Também serve como uma crítica à política externa neocolonial imperialista norte-americana.[10]

## Repercussão e crítica
Sister Outsider é uma contribuição essencial e inovadora para o feminismo negro, feminismo pós-colonial, estudos gays e lésbicos, psicologia crítica, estudos negros queer, estudos afro-americanos e pensamento feminista em geral. A obra canônica foi citada por estudiosos renomados como Patricia Hill Collins, Donna Haraway, e Sara Ahmed. A publicação foi recebida com "elogios retumbantes" gerais. Um crítico da Publishers Weekly se referiu ao trabalho como "uma revelação". A autora americana Barbara Christian chamou a coleção de "outra indicação da profundidade da análise que as escritoras negras estão contribuindo para o pensamento feminista". A partir desse trabalho, diz-se que Lorde criou uma nova teoria social crítica que entende as opressões como sobrepostas e interligadas, informadas por sua posição como uma estranha. Ela apresentou seus argumentos de forma acessível que fornece aos leitores a linguagem para articular a diferença e a natureza complexa das opressões. O professor e teórico americano Roderick Ferguson cita a Sister Outsider como uma influência crítica em seu livro, Aberrations in Black, no qual ele cunha o termo Queer of Color Critique.
Sister Outsider também recebeu recepção crítica, pois a coleção desafia os privilégios não reconhecidos dos leitores e a cumplicidade na opressão. Os críticos negativos tendiam a se concentrar como em Sister Outsider lhes causava desconforto ao confrontar sua culpa como indivíduos cujas identidades ocupam posições dominantes nos Estados Unidos, especificamente por meio de branquitude, masculinidade, juventude, magreza, heterossexualidade, cristianismo e segurança financeira. Enquanto alguns revisores afirmam que é difícil identificar o trabalho se não forem semelhantes a Lorde, outros refutam isso, alegando que Lorde usa um "modelo flexível de posicionamento do assunto" que permite que leitores de várias origens determinem pontos de semelhança. e diferença, desafiando suas noções padrão de individualidade e subjetividade
Em The Man Question, Kathy Ferguson questiona o emprego de Lorde do que ela define como "Feminismo Cósmico", um feminismo que se baseia em um primitivismo feminino e valoriza sentimentos mais intensos e aparentemente enraizados.